# 回龙寺 (平顺)
36°20′48″N 113°36′38″E / 36.34667°N 113.61056°E
回龙寺位于中国山西省长治市平顺县阳高乡浊漳河畔的侯壁村，是一处全国重点文物保护单位。

## 历史
回龙寺始建年代不详，清光绪二年（1876年）曾修缮。回龙寺规模较小，现仅存大殿一座，经碳十四测试和树轮年代校正，其建筑年代应为北宋晚期至金初。

## 建筑
回龙寺大殿为金代遗构，坐北朝南，面阔三间（9.88米），进深四椽（8.33米），单檐悬山顶，保存了许多早期建筑的特点，斗栱样式颇为古朴，前檐斗栱四铺作出平昂，梁架结构为三椽栿对前劄牵通檐用三柱。
殿内山墙有清代壁画50平方米。

## 保护
2003年，北京大学文博学院的师生在测绘实习时，意外发现了业已十分残破的回龙寺。随后被评为文物保护单位，并得到修缮。
2006年5月25日，回龙寺公布为第六批全国重点文物保护单位，古建筑类，时代为金，编号6-393。